# Axalp

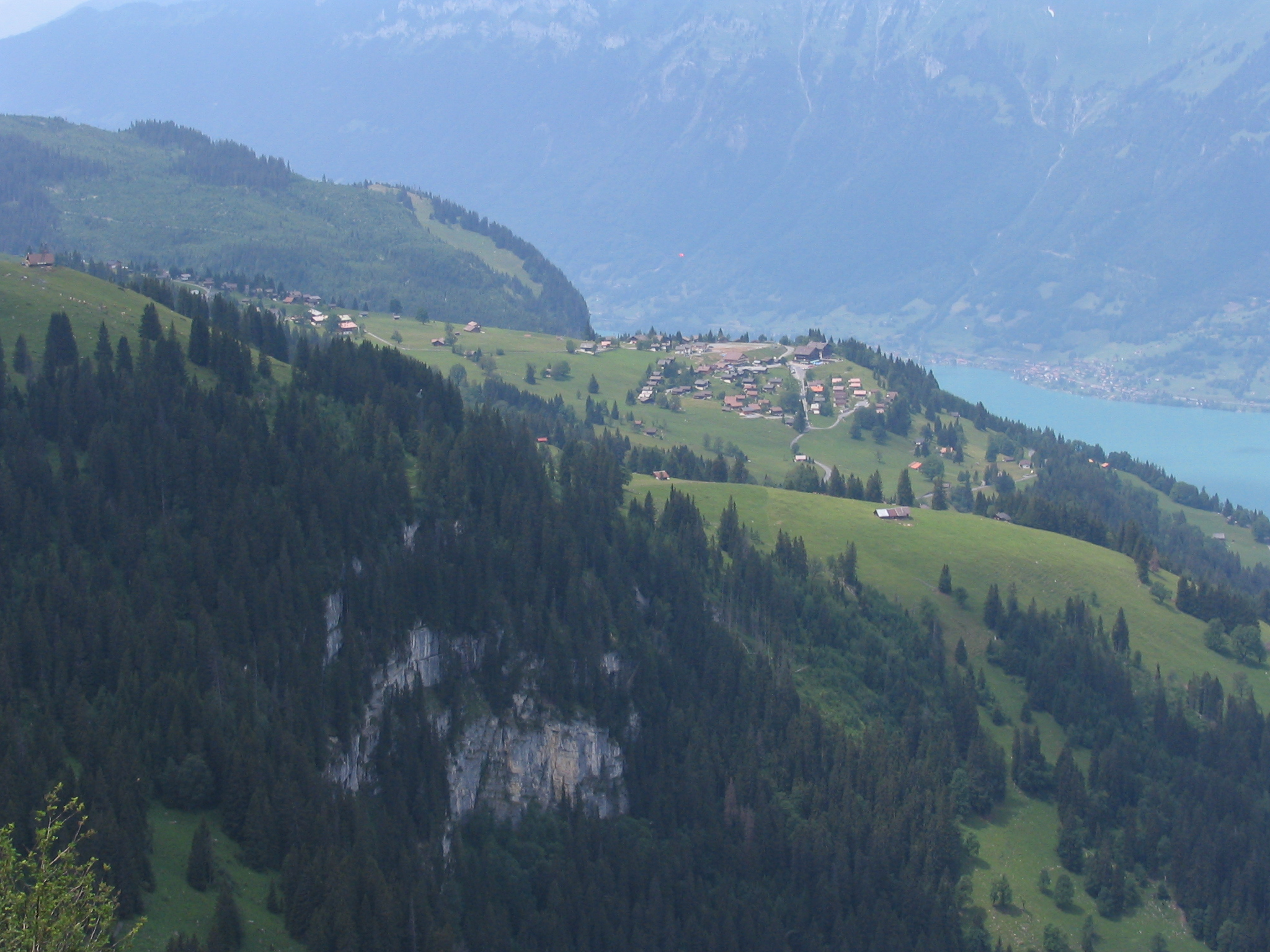
Axalp

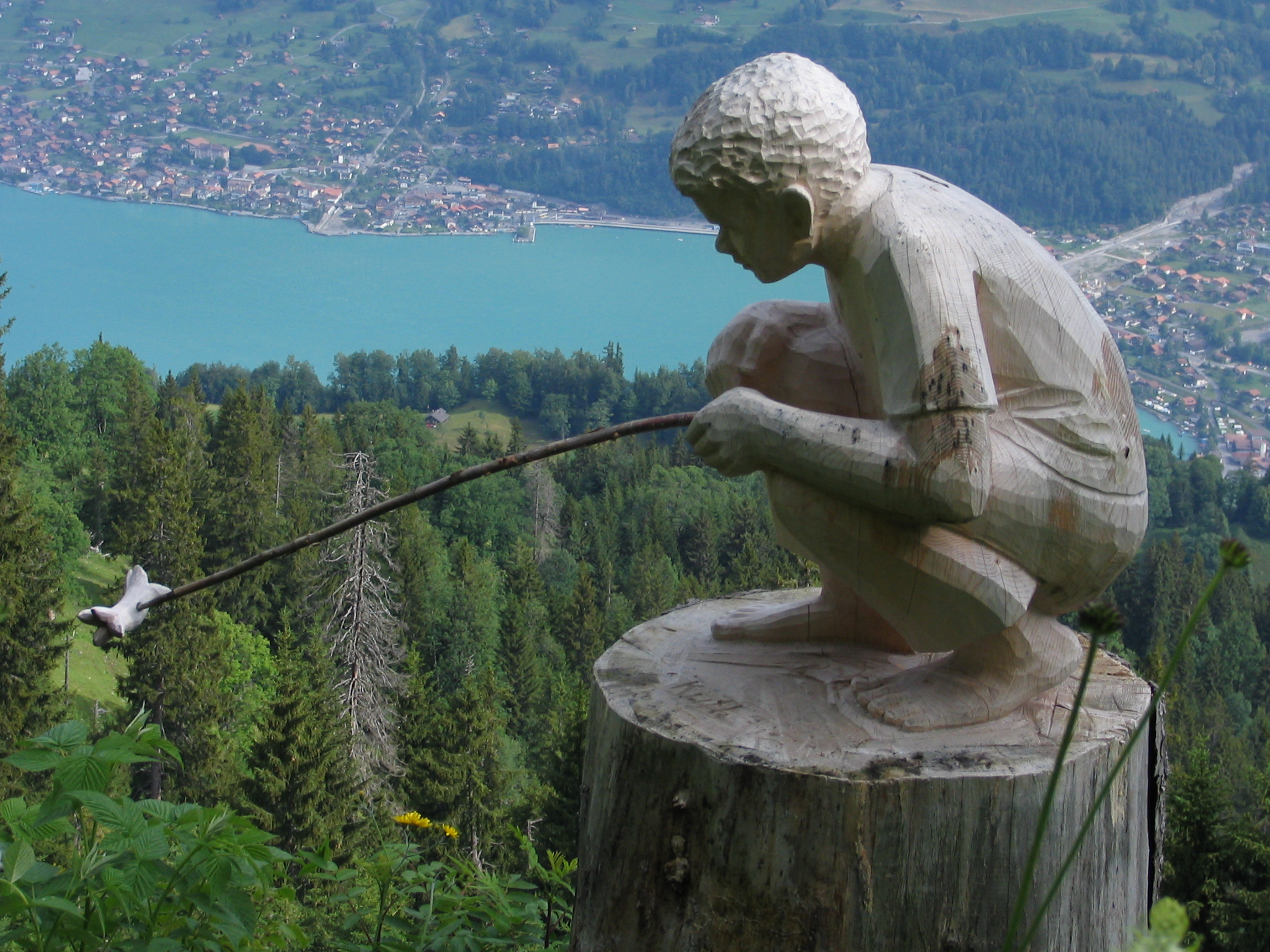
Am Schnitzlerweg auf der Axalp – im Hintergrund Brienz

Die Axalp ist eine Lichtung auf einer Höhe von rund 1535 m ü. M. in der Gemeinde Brienz im Bezirk Interlaken des Kantons Bern in der Schweiz gelegen. Auf einer Bergpoststrasse ist sie mit dem Postauto oder dem Auto in 35 Minuten ab Brienz erreichbar.

## Nutzung
Während Jahrhunderten wurde die Axalp und umliegende Alpen von Brienz aus als Sömmerungsgebiet für das Vieh genutzt. Die Alp Hinterburg ist bereits im Jahr 1275 belegt.
Heute ist die Axalp in der kalten Jahreszeit ein Wintersportgebiet. Die Skilifte auf der Axalp werden von der Sportbahnen Axalp Windegg AG betrieben. Es gibt einen Sessellift (Windegg), drei Skilifte (Tschingel-, Hüttboden- und Dotzweglift) und zwei Kinderlifte. Das Gebiet umfasst 9 Pisten mit einer Gesamtlänge von 15 km. Die Axalp gilt als kinder- und familienfreundlich.
Im Sommer können viele Wander- und Bergwege begangen werden. Zum Hinterburgseeli (in rund einer Stunde erreichbar) führt der Schnitzlerweg. Entlang dieses Weges sind viele Figuren zu sehen, welche von Brienzer Holzschnitzerinnen und -schnitzern aus Baumstrünken geschnitten wurden. Dazu verwendeten sie vom Orkan Lothar 1999 umgeworfene Bäume.